# Rie Fu
Rie Fu (jap. りえふ Rie Fu), prawdziwe nazwisko Rie Funakoshi (jap. 舩越りえ Funakoshi Rie), Urodziła się 11 stycznia 1985 roku w Tokio. Jest piosenkarką i autorką piosenek, której spektrum muzyczne obejmuje wszystko od popu przez rock po folk. Jako dziecko przez trzy lata mieszkała w Stanach Zjednoczonych ze swoimi rodzicami, gdzie wpływ mieli na nią amerykańscy artyści z lat siedemdziesiątych. Drugim efektem pobytu w Stanach jest fakt, iż jej angielski jest bezbłędny, co często można usłyszeć w jej piosenkach.